# Спондилодисцит
Спондилодисцит[джерело?] або остеомієліт хребта — запалення міжхребцевого диска та двох сусідніх хребців, яке здебільшого спричинене бактеріальними інфекціями, хоча і не рідко має асептичний характер (без інфекційного збудника), наприклад спричинений запальними ревматичними, або системними захворюваннями (хвороба Шоермана).

## Симптоми
Симптоми спочатку неспецифічні, біль відповідає за силою та мірою дегенеративним змінам хребта. Біль виникає переважно вночі або під час фізичних вправ, а іноді супроводжується нічним потовиділенням, гарячкою або втратою ваги. Дуже характерний сильний стукіт і біль під тиском в уражених хребцях.
Також можливі:
- Загальна слабкість
- Хронічний ниючий біль у попереку чи грудному відділі хребта, що значно посилюється при спробах вертикалізації, сидінні, ході та поворотах у ліжку,
- Можливий розвиток неврологічних розладів при ураженні чи компресії спинного мозку (слабкість у руках, ногах, затерпання, оніміння)
- Порушення сечовипускання, дефекації.

## Збудники
Серед збудників спондилодисциту розрізняють інфекції, амбулаторні та внутрішньолікарняні, які можуть виникати після паравертебральних або внутрішньодискових (в міжхребцевий диск) ін'єкцій, нейрохірургічних втручань в області хребта та спинного мозку, внаслідок сепсису, або встановлення катетерів, (центральні венозні катетери, перидуральні катетери) або катетери для діалізу.
До цих пір найбільш поширеною причиною запалення міжхребцевого диска є золотистий стафілокок, рідше епідермальний стафілокок, viridans -стрептококи, кишкова паличка, синьогнійна паличка, пневмокок, Clostridium Perfringens, Proteus Mirabilis, Haemophilus aphrophilus, мікобактерії туберкульозу, Mycobacterium leprae і Veillonella parvula .

## Діагностика
Лабораторні дані можуть свідчити про запальний процес (лейкоцитоз, підвищення рівня CRP та інших маркерів запалення), але також іноді можуть залишастись не зміненими. На рентгенівському зображенні тканина міжхребцевого диска на пізніх стадіях здається здавленою, а на початкових часто відсутні патологічні ознаки. Магнітно-резонансна томографія з контрастною речовиною є методом вибору діагностики спондилодисциту, а в деяких випадках також і комп'ютерна томографія. Наявність збудника може бути підтверджена через гемокультуру (посів крові), і пункційну біопсію міжхребцевого диска.

## Лікування

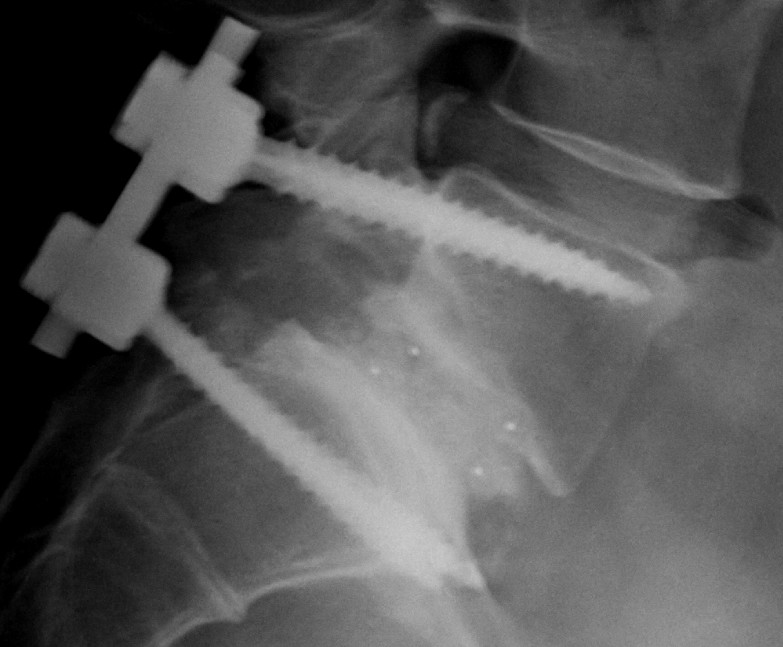
Спондилодез (спінальна фузія) сегменту L5-S1 поперекового відділе хребта при спондилолістезі

Залежно від тяжкості клінічної картини, необхідне тривале лікування антибіотиками, в деяких випадках також з проведенням оперативних втручаннь. Оперативне вчтручання (Спондилодез) необхідне в тих випадках, коли розрахований антибіотик не призводить до покращення стану, або внаслідок компресії спинного мозку виникають неврологічні ураження. Тканина міжхребцевого диска видаляється хірургічним шляхом, а сусідні тіла хребців замикаються між собою (фузія), запобігаючи будь-якому руху в ураженому сегменті. Для підтвердження збудника та визначення резистентності проводять пункційну біопсію під КТ-контролем
При несвоєчасному лікуванні даної патології локальна інфекція може перерости в системну, тобто, призвести до інфекційного ураження всіх органів та системи, розвитку сепсису та закінчитись летально.
Запалення може призвести до «розчинення» цілого або частини міжхребцевого диска. Внаслідок чого тіла двох сусідніх хребців зростаються, і зрештою відбувається те саме, що і під час хірургічної процедури.
Небезпечним ускладненням швидкопрогресуючого спондилодисциту інфекційного генезу є розвиток епідурального абсцесу